# Nhâm Hiêu
Nhâm Hiêu (giản thể: 任嚣; phồn thể: 任囂; Việt bính: jam4 ngou4, ? – 206 TCN ), hay Nhâm Ngao, là tướng nhà Tần, có công đánh chiếm Lĩnh Nam, bình định đất Bách Việt.

## Cuộc đời và sự nghiệp
Nhâm Hiêu là cháu 7 đời của Nhâm Bất Tề, một trong 72 học trò của Khổng Tử.
Sau khi thống nhất 6 nước, Tần Thủy Hoàng bắt tay vào việc bình định vùng Lĩnh Nam của các dân tộc Bách Việt. Từ năm 222 TCN, quân Tần đã tấn công Lĩnh Nam nhưng thất bại. Đến năm 219 TCN, nhà Tần phái Đồ Tuy (Đồ Thư), Triệu Đà dẫn 50 vạn quân tiến đánh Lĩnh Nam. Đồ Tuy tử trận, Tần Thủy Hoàng lấy Nhâm Hiêu thay làm chủ tướng, tiếp tục đánh dẹp, đến năm 214 TCN thì bình định xong.
Đại Việt Sử ký toàn thư chép:
Đinh Hợi, năm thứ 44 [214 TCN], (Tần Thủy Hoàng năm thứ 33). Nhà Tần phát những người trốn tránh, người ở rể người đi buôn, ở các đạo ra làm binh, sai hiệu úy Đồ Thư đem quân lâu thuyền, sai Sử Lộc đào ngòi vận lương, đi sâu vào đất Lĩnh Nam, đánh lấy miền đất Lục Dương, đặt các quận Quế Lâm (nay là huyện Quý của đất Minh, Quảng Tây), Nam Hải (nay là tỉnh Quảng Đông) và Tượng Quận (tức là An Nam); cho Nhâm Ngao làm Nam Hải úy, Triệu Đà làm Long Xuyên lệnh (Long Xuyên là thuộc huyện của Nam Hải), đem những binh phải tội đồ 50 vạn người đến đóng đồn ở Ngũ Lĩnh, Ngao và Đà nhân đó mưu xâm chiếm nước ta.
Theo John Crawfurd, sự kiện này đánh dấu mốc khởi đầu thời kì đô hộ của Trung Quốc ở Việt Nam.

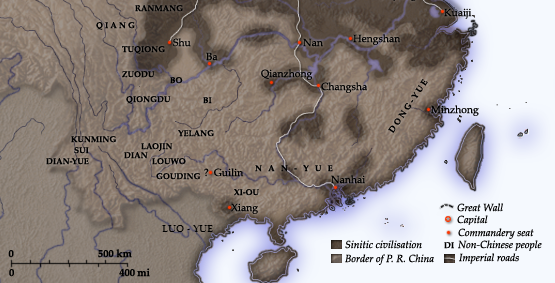
Bản đồ các khu vực lẻ tẻ do nhà Tần chiếm được của các nhóm tộc Bách Việt ở phía Nam sông Dương Tử sau năm 210 TCN.

Ở Lĩnh Nam, nhà Tần thiết lập 3 quận Nam Hải, Quế Lâm, Tượng. Nhâm Hiêu được làm Nam Hải quận úy. Ở quận Nam Hải đặt ra 4 huyện Bác La, Long Xuyên, Phiên Ngu, Yết Dương. Vì Long Xuyên có vị trí địa lý và hoạt động quân sự đều vô cùng trọng yếu, nên Triệu Đà được ủy nhiệm làm Long Xuyên huyện lệnh. Khi ấy Nhâm Hiêu được gọi là "Đông nam nhất úy" (chữ Hán: 东南一尉). Phiên Ngu là nơi đặt trị sở, thành trì do Hiêu tiến hành xây dựng, sử Trung Quốc còn gọi là thành Nhâm Hiêu (chữ Hán: 任嚣城), nay là thành phố Quảng Châu.
Năm 208 TCN, sau khi Tần Nhị thế lên ngôi, Trung Nguyên rơi vào cảnh loạn lạc, Hiêu đột ngột phát bệnh, bèn bàn bạc với Triệu Đà, ý đồ cát cứ Lĩnh Nam để tránh tai vạ chiến tranh. Không lâu sau, bệnh tình của ông trở nặng, nên ủy thác cho Triệu Đà thay chức Nam Hải quận úy, rồi mất năm 206 TCN, được chôn cất tại Phiên Ngu.